# 山寧県
山寧県（さんねい-けん）は中華人民共和国江蘇省にかつて存在した県。現在の連雲港市の一部に相当する。
南北朝時代、東魏により設置され、北斉により廃止された。